# عبد الله علي العجمي
علي عبد الله حسن راشد العجمي (ولد في 7 أغسطس 1994 في المنامة، البحرين) لاعب كرة قدم دولي بحريني يجيد اللعب في مركز الوسط المحوري. يلعب حاليا لصالح الحد الذي ينافس في الدوري البحريني الممتاز منذ 2020.